# 大科姆洛舒鄉

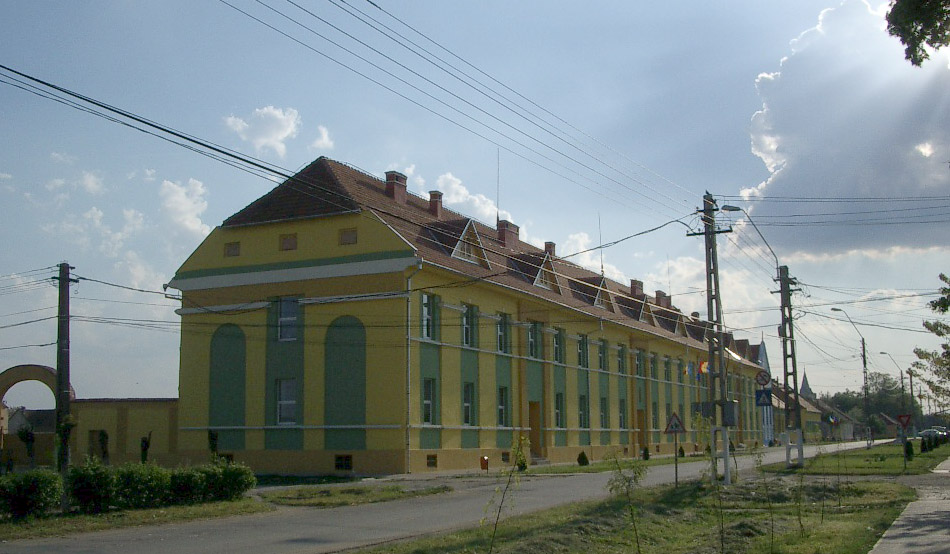

45°53′N 20°38′E / 45.883°N 20.633°E
大科姆洛舒鄉（羅馬尼亞語：Comuna Comloșu Mare, Timiș），是羅馬尼亞的鄉份，位於該國西部，由蒂米什縣負責管轄，面積101平方公里，海拔高度81米，2002年人口5,035，人口密度每平方公里50人。